# Halle (Belgien)
Halle (französisch Hal) ist eine Stadt in der belgischen Provinz Flämisch-Brabant. Sie ist die südlichst gelegene Stadt der niederländischsprachigen Region.

## Geografie
Halle liegt an der Senne, der Stadtkern an deren linkem Ufer. Der Fluss wird hier vom Kanal Charleroi-Brüssel begleitet und gekreuzt. Auf den Hügeln östlich dieser Gewässer geht die Siedlungsfläche von Halle kaum unterbrochen in die Agglomeration Groß-Brüssel über. Südöstlich gehört zum Stadtgebiet der Wald Hallerbos, einer der Reste des Kohlenwalds (Silva Carbonaria), der sich in der Antike von der Mitte des heutigen Flandern zusammenhängend bis an die Maas erstreckte. Westlich grenzt die Stadt an das fruchtbare, hügelige Pajottenland. Diese historische Kornkammer Brüssels ist noch heute überwiegend landwirtschaftlich geprägt.
Teilgemeinden sind Halle, Buizingen, Lembeek, Breedhout, Essenbeek, Sint-Rochus und Hondzocht.

## Bauwerke

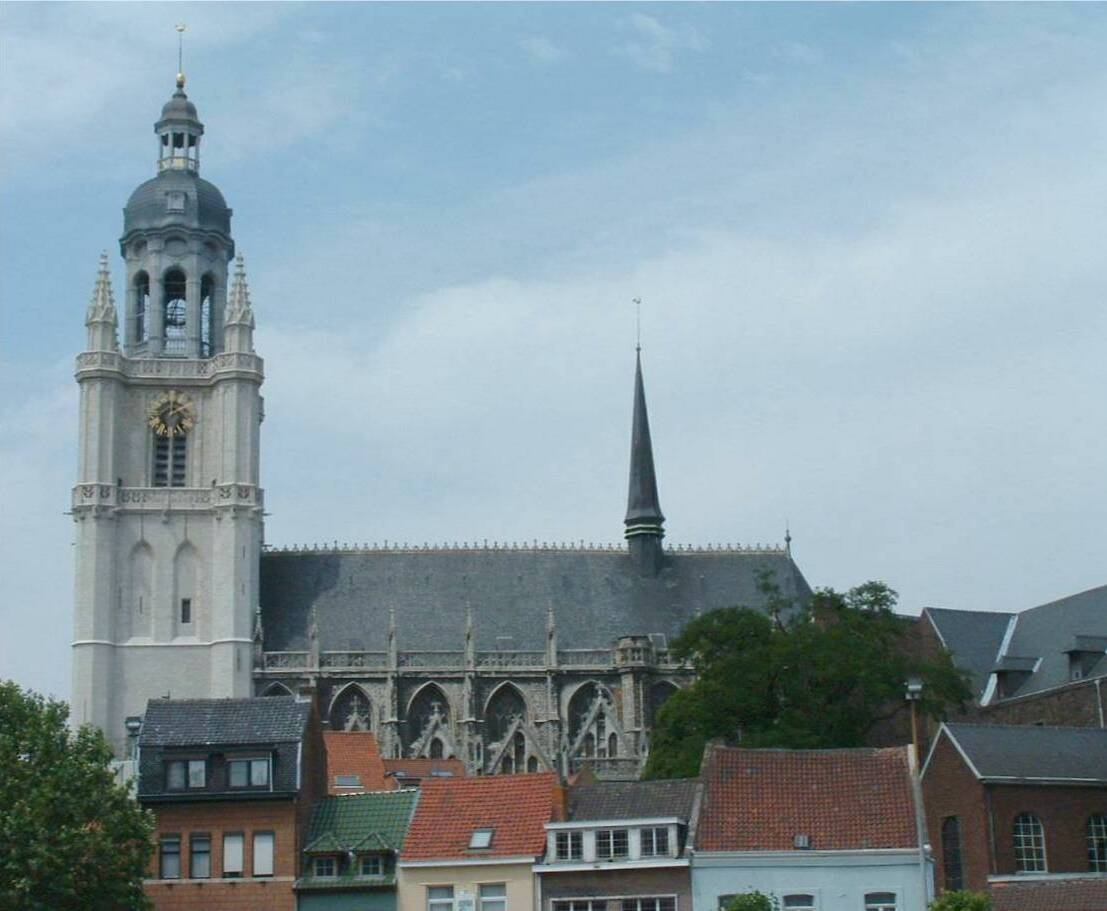
St. Martin in Halle

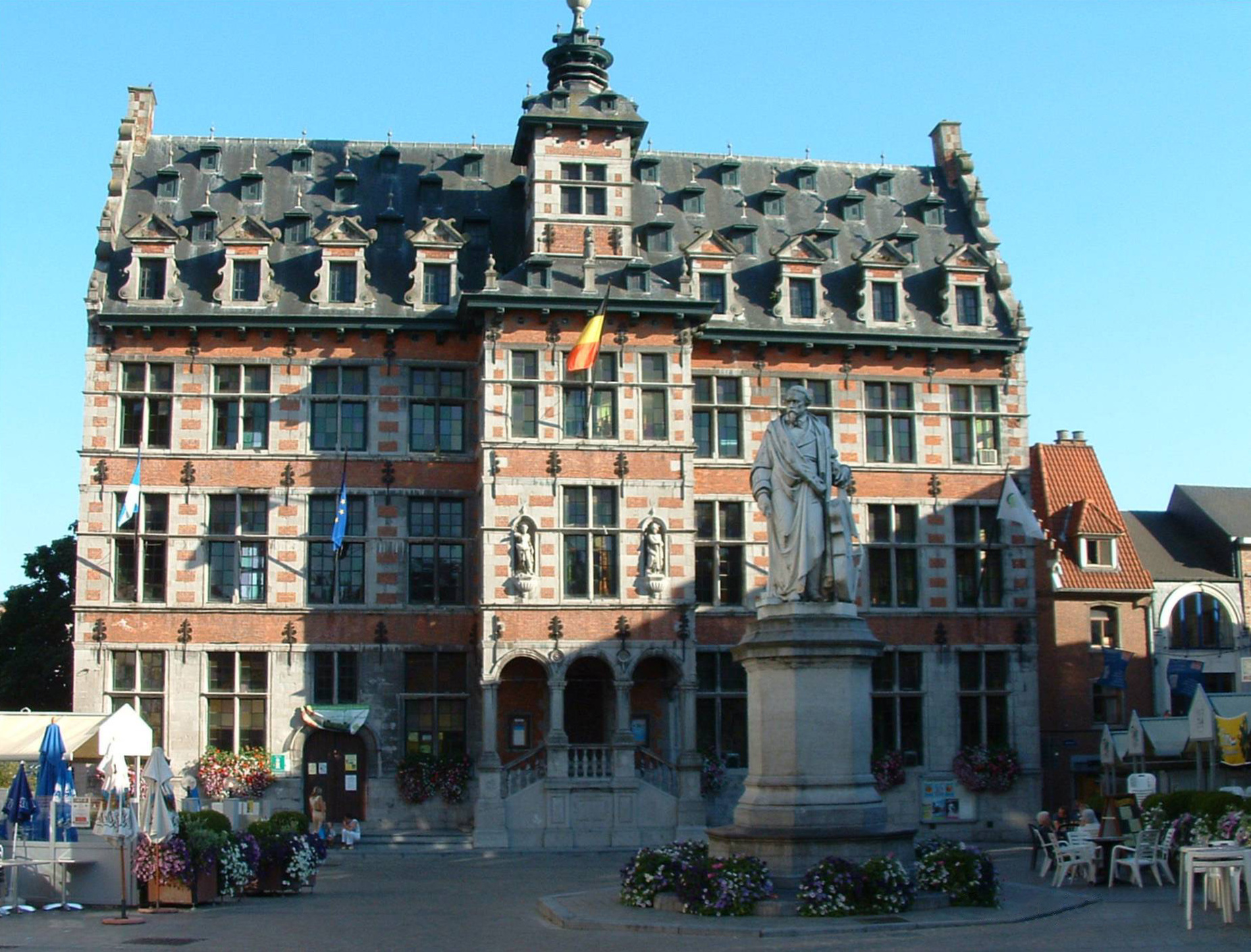
Stadhuis in Halle und Denkmal für den Cellisten Adrien-François Servais

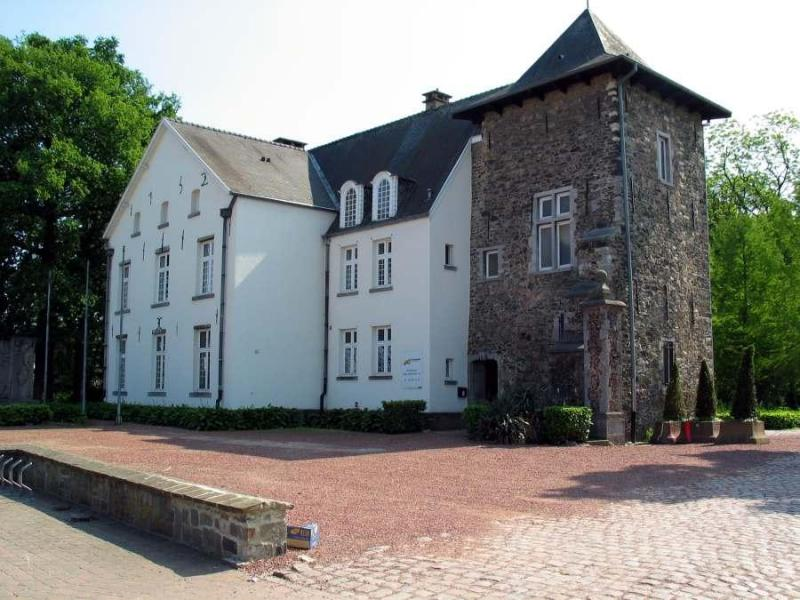
Schloss Buizingen, einst Landsitz der Brüsseler Thurn und Taxis

Die hochgotische St.-Martins-Basilika wurde zwischen 1341 und 1467 erbaut und beherbergt Kunstwerke, die von hochrangigen Staatsmännern gestiftet wurden: ein Reliquienschrein von Ludwig XI. von Frankreich (1423–1483), der St.-Martins-Altar 1533 von Kaiser Karl V., eine Monstranz von Heinrich VIII. von England und der Mainzer Kelch.
Das Rathaus (Stadhuis) ist ein Renaissancebau aus dem Jahr 1611. Das ehemalige Jesuitenkolleg wurde 1650 gebaut.

## Politik

### Stadtrat
- Vooruit: 7
- Groen: 1
- VLD: 6
- CD&V: 10
- N-VA: 2
- VB: 3
- Sonst.: 2

Nach der Wahl kam es zu einer Koalition aus CD&V, OpenVLD und Demokratie für alle (Sonstige).
- Vooruit: 6
- Groen: 1
- VLD: 5
- CD&V-NVA: 12
- VB: 6
- Sonst.: 1

Nach der Wahl kam es zu einer Koalition aus CD&V-NVA und OpenVLD.
- Vooruit: 6
- Groen: 1
- VLD: 3
- CD&V: 9
- N-VA: 12
- VB: 1
- Sonst.: 1

Nach der Wahl kam es zu einer Koalition aus CD&V, Vooruit und OpenVLD.
- Vooruit: 7
- Groen: 4
- VLD: 1
- CD&V: 7
- N-VA: 11
- VB: 3
- Sonst.: 1

Nach der Wahl kam es zu einer Koalition aus CD&V, Vooruit und Groen (Belgien)
- PVDA: 1
- Vooruit: 9
- Groen: 1
- VLD: 2
- CD&V: 5
- N-VA: 14
- VB: 3
- Sonst.: 0

Nach der Wahl kam es zu einer Koalition aus CD&V und NVA.
- PVDA: 1
- Vooruit: 35
- Groen: 8
- VLD: 17
- CD&V: 31
- CD&V-NVA: 12
- N-VA: 39
- VB: 15
- Sonst.: 5

Für eine Mehrheit brächte man bspw. Vooruit, CD&V und OpenVLD. Die 3 Parteien kämen auf 83 Sitze und damit auf eine ziemlich knappe Mehrheit. Man könnte Vooruit aber auch mit der NVA ersetzen, dann hätte man zumindest 87 Sitze. Nähme man die gleiche Koalition wie in Flandern (NVA, Vooruit und CD&V) käme man auf 105 Sitze, würde noch 4 auf eine 2/3 Mehrheit fehlen. Man könnte dann also noch entweder OpenVLD, CD&V-NVA oder Groen (Belgien) nehmen.

## Wirtschaft und Infrastruktur

### Unternehmen
In Halle befindet sich der Hauptsitz des Konzerns Colruyt. Im Stadtteil Leembek befindet sich der Sitz der Brauerei Boon.

### Verkehr
- Halle liegt am östlichen Ende der Autobahn 8.
- Geplant ist eine Anbindung an die Brüsseler S-Bahn „GEN“.
- Eisenbahnunfall von Halle am 15. Februar 2010

## Städtepartnerschaften
- Kadaň, Tschechien
- Mouvaux, Frankreich
- Werl, Nordrhein-Westfalen, Deutschland

## Persönlichkeiten

### Söhne und Töchter der Stadt
- Adrien-François Servais (1807–1866), Cellist und Komponist
- Édouard Jacobs (1851–1925), Cellist und Musikpädagoge
- Albert Houssiau (* 1924), Bischof
- Mark Demesmaeker (* 1958), Fernsehmoderator und Politiker
- Michel Massot (* 1960), Jazz- und Improvisationsmusiker
- Koen Wauters (* 1967), Fernsehmoderator, Schauspieler, Rallye-Raid-Rennfahrer und Frontmann von Clouseau.
- Bert Roesems (* 1972), Radrennfahrer
- Rutger Beke (* 1977), Triathlet
- Ewout Pierreux (* 1978), Jazzmusiker
- Frauke Dirickx (* 1980), Volleyballspielerin
- Angie Bland (* 1984), Volleyballspielerin
- Joaquim Durant (* 1991), Radrennfahrer
- Simon Debognies (* 1996), Langstreckenläufer
- Jonathan Sacoor (* 1999), Sprinter
- Anke Waelkens (* 2000), Volleyballspielerin
- Maxime Delanghe (* 2001), Fußballspieler
- William Junior Lecerf (* 2002), Radrennfahrer
- Zeno Debast (* 2003), Fußballspieler

### Persönlichkeiten, die in der Stadt gewirkt haben
- Philipp II. der Kühne (1342–1404) starb in Halle.